# Az európai filmkultúra kincsei

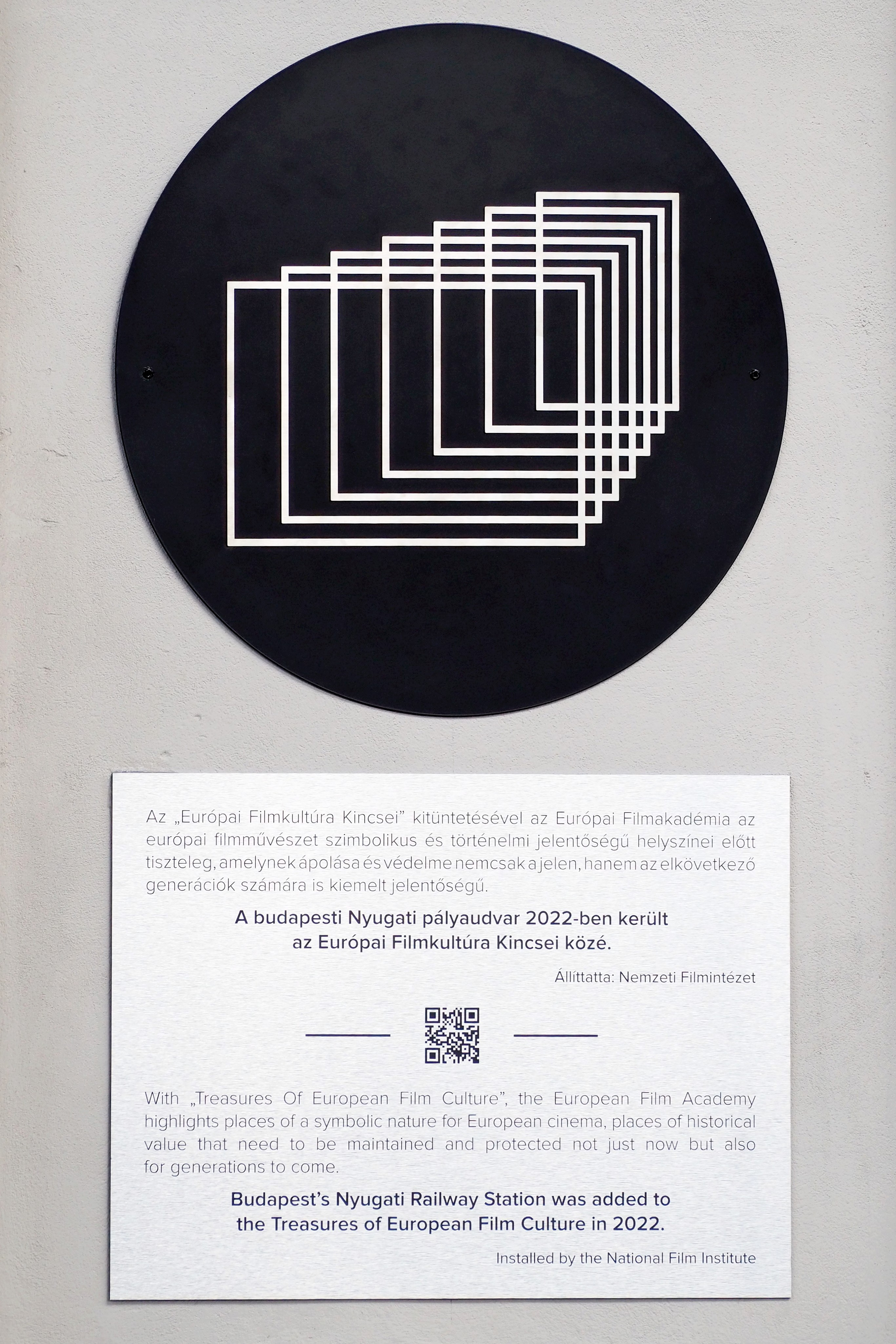
A Nyugati pályaudvar csarnokában elhelyezett emléktábla, az EFA logójával

Az európai filmkultúra kincsei (angol elnevezéssel: Treasures of European Film Culture) az Európai Filmakadémia 2015. évi kezdeményezése, amely arra irányul, hogy összegyűjtse az európai filmművészet szempontjából szimbolikus, történelmi értékkel bíró helyeket, amelyek fenntartását, a jövő generációi számára történő megőrzését fontosnak tartja. A cím odaítélésével, illetve a lista készítésével a Filmakadémia még inkább fel kívánja hívni a figyelmet az európai filmkultúra védelmének fontosságára, s egyben reflektorfénybe állítja annak valódi értékeit.
A lajstromba vételt három, 1993. évi EFT érdemdíjas filmes szaktekintély kezdeményezte: Naum Ihilevics Klejman orosz filmkritikus, filmtörténész Eisenstein-szakértő, a Moszkvai Állami Központi Filmmúzeum korábbi vezetője, az Eisenstein Központ igazgatója, valamint Erika Gregor német moziüzemeltető, filmkurátor, lapszerkesztó, és férje, Ulrich Gregor filmtörténész, mindketten a Német Filmintézet barátai egyesület (1963) és a Berlinale filmfesztivál fórumának (1971) társalapítói.
Az első négy helyszín 2015 februárjában Bergmannak, Eisensteinnek, Guerrának és a Lumière testvéreknek állított emléket. 
A listára felvett helyszíneket egy kisebb ünnepség keretében emléktáblával jelölik meg, amelyen középen az EFA logója, az Európai Filmakadémia és az Európai Filmdíj felirat, valamint az elnök szignója látható; körülöttük a Treasure of / European Film Culture szöveggel.
2022 szeptemberében a Filmakadémia külön európai filmörökségi részleget (European Film Heritage Department) hozott létre, amelynek feladata – többek között – a filmkultúra kincseinek kezelése is.

## Helyszínek
| Kép                                     | Név                                  | Helyszín             | Ország | A kulturális kinccsé minősítés indoka | Év   | Megj.  |       |
| --------------------------------------- | ------------------------------------ | -------------------- | ------ | --- | ---- | ------ | ----- |
| Eisenstein                              | Eisenstein Központ                   | Moszkva              | RUS    | Szergej Eisenstein orosz-szovjet rendező személyes tárgyainak és könyvtárának megőrzését, elméleti munkáinak kiadását, valamint filmretrospektívek és más rendezvények szervezését végzi az Állami Puskin Képzőművészeti Múzeum keretében. | 2015 | Megj.  | [ 2 ] |
| Institut Lumière                        | Lumière Intézet                      | Lyon                 | FRA    | Az intézet könyvtárat, mozit, képtárat és múzeumot üzemeltet, amely Auguste és Louis Lumière, a kinematográf feltalálóinak állít emléket, népszerűsítési a filmkészítést és szervezi és évente megrendezi a Lumière Filmfesztivált. | 2015 |        | [ 2 ] |
| Bergmancenter                           | Bergman Központ                      | Fårö                 | SWE    | A Bergmancenter Ingmar Bergman svéd filmrendező, az EFA alapító elnöke életét és művészi sikereit mutatja be; tárlatoknak, kreatív workshopoknak és vezetett túráknak ad otthont. | 2015 |        | [ 2 ] |
| Il mondo di Tonio Guerra                | Tonino Guerra világa                 | Pennabilli           | ITA    | Tonino Guerra olasz forgatókönyvíró alkotóhelye, kurzusainak és felolvasó színházának otthona, ahol könyvekből, videókból és fotókból álló könyvtár és archívum működik. | 2015 |        | [ 2 ] |
| Potemkin stairs                         | Patyomkin-lépcső                     | Odessza              | UKR    | Eisenstein Patyomkin páncélos című filmje ikonikus, leghatásosabb jelenetének helyszíne. | 2015 | [ 6 ]  |       |
| Blumenrad                               | Óriáskerék a Práterben               | Bécs                 | AUT    | Carol Reed A harmadik ember című filmjének kultikus helyszíne | 2016 | [ 7 ]  |       |
| Sergei Parajanov Museum                 | Szergej Paradzsanov Múzeum           | Jereván              | ARM    | Szergej Ioszifovics Paradzsanov örmény-szovjet filmrendező emlékeit őrzi, filmes hagyatékát kezeli. | 2016 | [ 8 ]  |       |
| Sant Vicenç de Cardona                  | Szent Vince kollegiális templom      | Cardona              | ESP    | Ez volt Orson Welles legszemélyesebb Shakespeare-adaptációja, a Falstaff (1965) több forgatási helyszíne: IV. Henrik vára, Henry Percy vára, V. Henrik koronázási katedrálisa. | 2016 | [ 9 ]  |       |
| Plaza de España                         | Plaza de España                      | Sevilla              | ESP    | A tér és az 1929-világkiállításra elkészült épületegyüttes olyan filmek forgatási helyszíne volt, mint az Arábiai Lawrence, a Csillagok háborúja vagy a A diktátor. | 2017 | [ 10 ] |       |
| Hovs Hallar                             | Hovs Hallar rezervátum               | Skåne                | SWE    | A kopár, vad vidék a helyszíne Ingmar Bergman filmdrámája, A hetedik pecsét nyitójelenetének, a lovag és a Halált sakkjátszmájának, illetve a haláltánc zárójelenetnek. | 2015 | [ 11 ] |       |
| Le moulin d'Andé                        | Andéi malom                          | Andé                 | FRA    | A ma filmművészeti alkotóközpontként üzemelő középkori vízimalom a francia új hullám szerzőinek (Truffaut, Malle, Cavalier, Rappeneau, Enrico) kedvelt helye. Itt készült a Jules és Jim, vagy a Párbaj a szigeten. | 2020 | [ 12 ] |       |
| Desierto de Tabernas                    | Tabernas-sivatag                     | Almería              | ESP    | 300-nál több film, főként spagettiwestern forgatási helyszíne, köztük: Arábiai Lawrence, Volt egyszer egy Vadnyugat, Egy maréknyi dollárért, A Jó, a Rossz és a Csúf, Conan, a barbár, vagy a Ki vagy, doki?, Trónok harca és Fekete tükör sorozatok stb., de itt készült a Terence Hill–Bud Spencer páros legtöbb filmje is. | 2020 | [ 13 ] |       |
| Restaurant Ice Q                        | 007 Elements                         | Sölden               | AUT    | James Bond világának szentelt filmes installáció, elsősorban a Spectre – A Fantom visszatér című epizódra fókuszálva. | 2021 | [ 14 ] |       |
| Sète strandja                           | Sète tengerpartja                    | Sète                 | FRA    | Sète és strandja mindig is a hetedik művészet múzsája volt, ahol több száz filmet forgattak. Különösen Agnès Varda, a francia új hullám rendezője kedvelte (Párbeszéd; Agnès strandjai). A csatornákon átívelő város fénye, színes házai és halászkikötője, valamint multikulturális identitása szokatlan szépségű természeti környezetet alkotnak, amely inspirálja a művészeket. | 2022 | [ 5 ]  |       |
| Cafe des 2 Moulins                      | Café des 2 Moulins                   | Párizs               | FRA    | A Café des 2 Moulins a párizsi Montmartre negyed egyik mitikus helye: hol törzsvendégekkel teli bár, hol tipikus kávézó, vagy bisztró, friss alapanyagokból készült házias ételekkel. Jean-Pierre Jeunet Amélie csodálatos élete (2001) című filmjében a főhős munkahelyeként központi szerepet játszott. Az alkotás négy Európai Filmdíjat, négy César-díjat, és két BAFTA-díjat nyert. | 2022 | [ 5 ]  |       |
| Ingrid Bergman háza                     | Casa Rossa                           | Stromboli            | ITA    | A Casa Rossa a Stromboli szigetén található ház, ahol Roberto Rossellini rendező és Ingrid Bergman színésznő élt a Stromboli (1950) című film forgatása alatt. A két művész szerelmi történetétől ikonikussá vált, tipikusan eolikus stílusú „Vörös Ház” a vulkán lábánál, a hegyről a tenger felé ereszkedő, szőlőültetvényekkel és tüskés kaktuszokkal szegélyezett ösvény mentén áll. | 2022 | [ 5 ]  |       |
|                                         | Calanda-i Buñuel Központ             | Calanda              | ESP    | A Centro Buñuel Calanda (CBC) a Calandában született legendás filmrendező, Luis Buñuel alakjának és munkásságának megőrzésére, terjesztésére és népszerűsítésére jött létre; stabil teret biztosít a kulturális tevékenységek, a filmes oktatás és képzés számára, benne modern múzeummal, vetítőteremmel, kiállítóhellyel, könyvtárral és médiaközponttal. | 2022 | [ 5 ]  |       |
| Círculo de Bellas Artes                 | Képzőművészeti Kör                   | Madrid               | ESP    | A madridi Képzőművészeti Kör (Círculo de Bellas Artes) a spanyol főváros egyik legrégebbi filmszínháza. Az épületben a spanyol filmtörténet több fontos alkotása készült. Pedro Almodóvar négy filmjét forgatta itt: Asszonyok a teljes idegösszeomlás szélén (1988), Kika (1993), Mindent anyámról (1999) és A bőr, amelyben élek (film) (2011). | 2022 | [ 5 ]  |       |
| Freemasons' Hall                        | Szabadkőművesek csarnoka             | London               | UK     | A londoni West End szívében álló art déco remekmű, a Szabadkőművesek Csarnoka (Freemasons’ Hall) számos filmben szerepelt, köztük Guy Ritchie Sherlock Holmes (2009) Sam Mendes Spectre – A Fantom visszatér (2015), és Armando Iannucci Sztálin halála (2017) című alkotásában; ez utóbbi 2018-ban a legjobb filmvígjáték lett. | 2022 | [ 5 ]  |       |
| Az Inflancka lakónegyed                 | Inflancka lakótelep                  | Varsó                | POL    | Varsóban az Inflancka és a Dzika utcák közötti, az 1970-es években előregyártott vasbeton elemekből épült, ridegséget és elidegenedést sugárzó lakótelepe – melyhez hasonló több is található a lengyel fővárosban, például a Służew nad Dolinką negyedben – szolgált helyszínéül Krzysztof Kieślowski Tízparancsolat című televíziós sorozatának több jelenete. | 2022 | [ 5 ]  |       |
| A Kaffibarinn kávébár                   | Kaffibarinn kávézó                   | Reykjavík            | ISL    | A Kaffibarinn egyike Reykjavík legrégebbi szórakozóhelyeinek. E kis piros házban található hangulatos és felkapott bár leginkább Baltasar Kormákur 101 Reykjavík (2000) című kultikus filmvígjátékából ismert. | 2022 | [ 5 ]  |       |
| La Samaritaine                          | La Samaritaine áruház                | Párizs               | FRA    | Számos filmben kapott szerepet. Már 1930-ban feltűnt Julien Duvivier A hölgyek öröme című opusában, majd olyan alkotásokat forgattak itt, mint Jean Girault Párizsi kaland (1961), Yves Robert Egy kis csibész viszontagságai (1963); Étienne Chatiliez Danielle tanti (1990), Nicolas Bary Foglalkozása: bűnbak (2013), vagy Leos Carax Holy Motors (2012) című filmje. | 2022 | [ 5 ]  |       |
| A Lochailort-i kápolna                  | Lochailort-i kápolna                 | Lochailort           | UK     | Az 1872-ben domboldalra, látványos környezetbe épült skót-felföldi kápolna az 1980-as évektől több filmben szerepelt; így feltűnik Bill Forsyth Porunk hőse (1983) és Lars von Trier Hullámtörés (1996) alkotásaiban, valamint a Harry Potter sorozatban. | 2022 | [ 5 ]  |       |
| A rigai szabadtéri nagyszínpad          | Mežaparki Nagyszínpad                | Riga                 | LAT    | A kulturális és történelmi építmény a lett nemzeti identitás részét képező, az UNESCO szellemi kulturális örökség listáján szereplő dal- és táncfesztivál helyszínének épült 1955-ben. Számos kulturális esemény és koncert helyszíne. A szovjet megszállás alatt a dalok gyakran szolgáltak a tiltakozás és nemzeti függetlenség óhajának kifejezéseként. Itt forgatták Juris Podnieks Hazám című dokumentumfilmjét (1990).                                                                      | 2022 | [ 5 ]  |       |
| Nyugati pu.                             | Nyugati pályaudvar                   | Budapest             | HUN    | A fejpályaudvar számos, Európai Filmdíjat nyert filmben szerepelt, így Szabó István A napfény íze című epikus romantikus művében, Tony Scott Kémjátszmájában, Steven Spielberg München című filmjében, valamint Tomas Alfredson Suszter, szabó, baka, kém című drámájában. | 2022 | [ 5 ]  |       |
| A volt Királyi Tengerészeti Főiskola    | A volt Királyi Tengerészeti Főiskola | Greenwich            | UK     | Anglia egyik legfontosabb barokk épületét eredetileg királyi palotának tervezték, de végül tengerészeti kórház lett, majd 1873 és 1998 között Királyi Tengerészeti Főiskolaként működött. Számos film készült itt, köztük Sam Mendes Spectre – A Fantom visszatér (2015), Tom Hooper A nyomorultak (2012), valamint Saul Dibb A hercegnő (2008). Tom Hooper ugyancsak itt forgatta 2010-ben A király beszéde filmjét, amely négy Oscart, hét BAFTA-díjat, valamint három Európai Filmdíjat nyert. | 2022 | [ 5 ]  |       |
| Quilter Street                          | Quilter Street                       | London               | UK     | A londoni East Enden található szerény sorház központi szerepet játszik Mike Leigh Arany Pálmát, három BAFTA-díjat nyert, öt Oscarra jelölt Titkok és hazugságok (1996) című filmdrámájában. | 2022 | [ 5 ]  |       |
| Ribeire negyed (Porto)                  | Ribeira negyed                       | Porto                | POR    | A Duero-parti óváros Porto legemblematikusabb területe, világörökségi helyszín. A színes házak, borospincék és labirintusszerű mellékutcák alkotta negyed – különösen annak folyóparti része – a legtermékenyebb portugál rendező, Manoel de Oliveira számos művének színhelyéül szolgált, megőrizve képét az utókornak. | 2022 | [ 5 ]  |       |
| A Skjoldnæsholm kastély                 | Skjoldenæsholm kastély               | Ringsted             | DEN    | A kastély és parkja nagyon vonzó filmes díszletnek számít. Az itt készült alkotások közül a leghíresebb talán Thomas Vinterberg Születésnap (1998) című műve, amely elnyerte a zsűri különdíját az 1998-as cannes-i filmfesztiválon, s ugyanabban az évben a az év felfedezettje lett. | 2022 | [ 5 ]  |       |
| Stradun, Dubrovnik                      | Stradun                              | Dubrovnik            | CRO    | Jól megőrzött egyedi építészeti harmóniája számos filmest ihlettek meg. Mexikói lovasság vonul rajta Robert Hossein Le goût de la violence (1961) című eurowesternjében, fasiszta megszállók az Árnyak Dubrovnik felett című filmben, de könnyen átalakítható Goya Madridjának (Goya, vagy a megismerés rögös útja), vagy a pápai Rómának (A tévedések pápája). Részben itt forgott az Amerika kapitány, a Star Wars VIII. rész – Az utolsó jedik és a Robin Hood.                                | 2022 | [ 5 ]  |       |
| A Babelsberg filmstúdió bejárata        | Babelsberg Studios                   | Potsdam              | GER    | A világ legrégebbi nagyméretű stúdiókomplexumában 1912-ben kezdték meg a filmgyártást A haláltánc című némafilmmel, Asta Nielsen főszereplésével. Azóta filmek ezrei születtek itt, köztük olyan klasszikusok, mint A gólem (1915), a Nosferatu (1922), a Dr. Mabuse (1922), A Nibelungok és Az utolsó ember (1924), a Faust (1926), a Metropolis (1927), A kék angyal (1930). | 2022 | [ 5 ]  |       |
| The Notting Hill Bookshop               | A Notting Hill-i könyvesbolt         | London               | UK     | A Sztárom a párom (1999) brit vígjátékában játszott központi szerepe miatt a nyugat-londoni Blenheim Crescenten található The Notting Hill Bookshop ikonikus helyként továbbra is könyveket árul. | 2022 | [ 5 ]  |       |
| Tjolöholm kastély Kungsbacka Hallandban | Tjolöholm kastély                    | Kungsbacka (Halland) | SWE    | A félszigeten, óceánnal a háttérben álló, ősfás parkkal körülölelt Tudor-stílusú kastély számos forgatás helyszíne volt a némafilmektől a 21. századi svéd, skandináv és európai produkciókig. Közülük kiemelkedik Lars von Trier apokaliptikus és kísértetiesen szép drámája, a Melankólia. | 2022 | [ 5 ]  |       |
| Trevi-kút                               | Trevi-kút                            | Róma                 | ITA    | A 18. századi monumentális barokk remekmű számtalan filmben és videóklipben szerepel, köztük a Római vakáció (1953) és a Sabrina Rómába megy (1998). Az érmék szökőkútba dobása a Három pénzdarab a szökőkútban (1954) drámával vált népszerűvé. Kultikus státuszát Az édes élettel (1960) nyerte el, Anita Ekberg esti fürdőzési jelenetének köszönhetően. | 2022 | [ 5 ]  |       |
| A Fehér torony Szalonikiben             | Fehér torony (Λευκός Πύργος)         | Szaloniki            | GRE    | A város szimbólumának számító, 15. századi torony volt a forgatási helyszíne Theo Angelópulosz Táj a ködben című mesterművének, amellyel Ezüst Oroszlánt nyert a Velencei Nemzetközi Filmfesztiválon, s mely alkotás az év legjobb európai filmje lett 1989-ben. | 2022 | [ 5 ]  |       |
|                                         | 23, quai du Commerce, 1080 Bruxelles | Brüsszel             | BEL    | A lakcímet Chantal Akerman belga filmrendezőnő 1975-ös remekműve, a Jeanne Dielman, 1080 Brüsszel, Kereskedő utca 23. tette ismertté. Az alkotást a neves Sight & Sound filmes magazin a tízévenkénti közvélemény-kutatásán 2022 decemberében „minden idők legjobb filmjének” választotta. Korábban egyetlen nő által forgatott film sem jutott be a legjobb tíz közé. | 2023 | [ 16 ] |       |
| Palác Svět                              | Automat Svět                         | Prága                | CZE    | Az 1930-as évek elején épített Világ Palota és földszintjén az Automat Svět (Világ Automata) büfé egy modern épület volt Prága akkori külvárosában, Libeň munkásnegyedében, ahol Bohumil Hrabal író élt és dolgozott. Az ő műveiből 1965-ben forgatott Gyöngyök a mélyben szkeccsfilm A világ automata-büfében című szegmense, amelyet Věra Chytilová rendezett, az 1960-as évek cseh újhullámának mérvadó darabja.                                                                               | 2023 | [ 16 ] |       |
| Helsinki, Szenátus tér                  | Szenátus tér                         | Helsinki             | FIN    | A neoklasszikus tér sokszor helyettesítette Szentpétervárt, Leningrádot, vagy Moszkvát olyan produkciókban, mint John Huston Levél a Kremlbe (1970), Warren Beatty Vörösök (1981), Michael Apted Gorkij park (1983) és Don Siegel Telefon (1977) című filmjei. Jim Jarmusch Éjszaka a Földön című alkotásának ötödik epizódja is a tér körül játszódik. | 2023 | [ 16 ] |       |
| Cahir vára                              | Cahir vára                           | Cahir                | IRL    | A folyó fölé emelkedő, minden szögből látványos várkastély az évek során jelentős film- és tévéprodukciókban szerepelt, közöttük Stanley Kubrick Barry Lyndon (1975), John Boorman Excalibur (1981), David Lowery A Zöld Lovag (2021) és Ridley Scott Az utolsó párbaj (2021) című műveiben. | 2023 | [ 16 ] |       |
| Luxembourg Városi Filmtéka              | Luxembourgi Városi Filmtéka          | Luxembourg           | LUX    | Az 1977 februárjában megnyitott filmtéka az utolsó luxemburgi mozi, amelyben celluloid filmeket vetítenek, különféle rendezvényeket, filmes szaktekintélyekkel való találkozókat szerveznek, egyben történelmi filmszínházként, olyan alkotások forgatási helyszíne volt, mint Peter Greenaway 8 és 1/2 nő (1999), Michael Radford Trükkös gyémántrablás (2007), Paul Scheuer Mumm Sweet Mumm (1989), vagy Andy Bausch Little Duke (2023) című filmjei.                                           | 2023 | [ 16 ] |       |
| Prospect Cottage                        | Prospect Cottage                     | Dungeness            | GBR    | A hely Derek Jarman úttörő kreativitásának legteljesebb desztillációja. Dolgozott itt filmmel, művészi alkotásokkal, írással és kertészkedéssel; az 1990-ben Tilda Swintonnal forgatott A kert című filmjétól a Modern Nature című folyóiratig, az üvegbe vésett költészettől, az uszadékfa szobrokig és az általa létrehozott, figyelemre méltó kertig a kavicsos strandon. Napjainkban mindazoknak a zarándokhelye, akiket Jarman hagyatéka inspirál.                                           | 2023 | [ 16 ] |       |
| Baščaršija                              | Baščaršija                           | Szarajevó            | BIH    | A történelmi épületekkel telitűzdelt óváros kedvelt forgatási helyszín, itt készült a Világra jőve (rendezte: Sergio Castellitto), a Deset u pola (Danis Tanović), a Hop, Skip & Jump (Srđan Vuletić), a Rókavadászat (Richard Shepard), vagy a Szerelmem, Szarajevó (Jasmila Žbanić) és más filmek. | 2024 | [ 17 ] |       |
|                                         | Kino-Palatsi                         | Tampere              | FIN    | Az 1929-ben átadott tamperei Kino-Palatsi mozi a 20. század első felében, art déco stílusban épült fényűző filmtemplomok szép példája. A gondosan felújított épületben ma rendezvényközpont és étterem üzemel, de alkalmi vetítésekkel és a hely történetének szentelt állandó kiállítással rendre megidézi a mozi varázsát. | 2024 | [ 17 ] |       |
| Marina di Corricella                    | Corricella kikötője                  | Procida              | ITA    | Corricella a sziget legősibb halászfaluja csendes, csábító menedék, amelyet a tenger illata, a tipikus szűk sikátorok, az egymás tetejére rendezett színes házak és a járművek teljes hiánya jellemez. Számos rendező választotta természetes környezetnek, így Michael Radford és Massimo Troisi (Neruda postása), Damiano Damiani (Arturo szigete), vagy Lina Wertmüller (Francesca és Nunziata).                                                                                               | 2024 | [ 17 ] |       |
| De Hef                                  | A koningshaveni híd                  | Rotterdam            | NED    | A „De Hef” becenevű Koningshavenbrug vasúti hídként épült a rotterdami kikötőben. E már üzemen kívüli ipari műemlékről szól Joris Ivens A híd című kisfilmje (1928), amely a híd körüli forgalom mellett bemutatja azt a pillanatot, amikor az 52 méter hosszú felvonórészt felhúzzák, hogy a hajók áthaladhassanak alatta. | 2024 | [ 17 ] |       |
| Filmpark (Jar)                          | Filmpark (Jar)                       | Jar (Bærum)          | NOR    | Az 1934-ben Jarban alapított Filmpark történelmi gyöngyszem a norvég filmiparban. Több mint 90 éves működése alatt olyan produkciónak volt tanúja, mint Két élő és egy halott (Tancred Ibsen, 1937), Gategutter (Arne Skouen, 1949), Éhség (Henning Carlsen, 1966) vagy Blackout (Erik Gustavson, 1989). | 2024 | [ 17 ] |       |
| Księży Młyn                             | „Księży Młyn”                        | Łódź                 | POL    | A „Księży Młyn” (Papmalom) elnevezésű loftlakás-komplexum Łódź történelmi gyáregyüttese, amelyet Karol Scheibler textilgyáros építtetett a 19. században. Több film díszletéül szolgált, így Andrzej Wajda Az ígéret földje (1974), valamint Agnieszka Holland Robbanásveszély (1981) és A város alatt (2011) című drámáihoz. | 2024 | [ 17 ] |       |
| Gamla Filmsatden                        | Gamla Filmstúdiók                    | Råsunda (Solna)      | SWE    | A Stockholm melletti stúdió volt a svéd Hollywood, ahol 1920-tól az 1970-es évek elejéig több mint 500 film készült. Itt forgatta némafilmjeit Victor Sjöström (A halál kocsisa, 1921); innen indult Greta Garbo és Ingrid Bergman, és itt forgott Ingmar Bergman ikonikus filmjei közül A hetedik pecsét és A nap vége. Az utolsó díszletek egyike az a hajó, amely Liv Ullmannt és Max von Sydow-t szállította az USA-ba Jan Troell Kivándorlók című művében (1971).                            | 2024 | [ 17 ] |       |
| A Schiller gózhajó                      | A Schiller gózhajó                   | Luzern               | SUI    | A Schiller egyike az öt történelmi gőzhajónak a Luzerni-tavon, amely a svájci hegyek idilli hátterével számos film forgatási helyszíne, például: Indokína (1992) Catherine Deneuve-vel, Ludwig 1881 (1993) Helmut Bergerrel, vagy újabban A kiméra (2023) Josh O'Connorral. | 2024 | [ 17 ] |       |
| A salzburgi nyári lovarda               | Felsenreitschule                     | Salzburg             | AUT    | A hercegérseki nyári lovarda (Felsenreitschule) A muzsika hangja című film helyszíneként. | 2025 | [ 18 ] |       |
| A Guillemins pályaudvar                 | Guillemins pályaudvar                | Liège                | BEL    | A rendkívül modern Liège-Guillemins vasútállomás többször is feltűnik Jean-Pierre és Luc Dardenne Lorna csendje, Hélène Fillières Une histoire d’amour drámáiban, valamint más alkotásokban. | 2025 | [ 18 ] |       |
| A Malko Tarnovo utca Szófiában          | Malko Tarnovo utca                   | Szófia               | BUL    | A keskeny szófiai Malko Tarnovo utca különböző filmek, mint például a Fiatalok voltunk (A byahme mladi), A hamis tanú és a Zift forgatási helyszíne. | 2025 | [ 18 ] |       |
| A „Günderodehaus” Oberwesel felett      | Günderodehaus                        | Oberwesel            | GER    | A Seibersbachban lebontott, majd Oberwesel közelében a Rajna-völgyre kilátást nyújtó helyszínen díszletként felépített, ma étteremként és filmházként üzemelő „Günderodehaus” Edgar Reitz Heimat-trilógiája 3. részének (Heimat 3 – Chronik einer Zeitenwende) forgatási helyszíne. | 2025 | [ 18 ] |       |
| Quiet Man Cottage Museum                | Quiet Man Museum                     | Cong                 | IRL    | A Quiet Man Cottage Museum annak a házikónak a másolata, amelyben John Ford a két Oscar-díjat nyert szerelmi drámáját A nyugodt férfit forgatta John Wayne, Maureen O'Hara és Barry Fitzgerald főszereplésével. | 2025 | [ 18 ] |       |
| A Kurföldi-turzás                       | Kur-földnyelv                        | Klaipėda             | LTU    | A Kurföldi-turzás számos film forgatási helyszíne volt, így Almantas Grikevicius és Algirdas Dausa által rendezett Jausmai (1968), valamint Algirdas Araminas 1971-es Maza ispazintis című drámáinak. | 2025 | [ 18 ] |       |
| A Máltai Filmstúdió                     | Malta Film Studios                   | Kalkara              | MLT    | A Máltai Filmstúdióban készült Ridley Scott Tomboló szél, Desmond Davis a Titánok harca és több más kalandfilm. | 2025 | [ 18 ] |       |
| A Tuschinski Színház                    | Tuschinski Színház                   | Amsterdam            | NED    | Az amszterdami Tuschinski Királyi Színház egy legendás hattermes art déco és „amsterdami iskola” stílusban épült 1921-ben megnyitott filmszínház. | 2025 | [ 18 ] |       |
| Teatro Tivoli                           | Teatro Tivoli                        | Lisszabon            | POR    | A lisszaboni Teatro Tivoli egy neoklasszikus stílusú filmszínház, amely 1924-ben nyílt meg. | 2025 | [ 18 ] |       |
| Pira, Május 1. tér                      | Május 1. tér                         | Piran                | SLO    | A Május 1. tér Piranban volt a forgatási helyszíne František Čáp A mi autónk (1962), Tugo Štiglic Nyár a kagylóban (1986) című alkotásának, és több más filmnek. | 2025 | [ 18 ] |       |
| Berghotel Schatzalp                     | Berghotel Schatzalp                  | Davos                | SUI    | A davosi Berghotel Schatzalp volt a forgatási helyszíne Paolo Sorrentino Ifjúság című filmdrámájának. | 2025 | [ 18 ] |       |